# Trabala vishnou
Trabala vishnou, миртовая моль — вид моли из семейства коконопрядов. Встречается в Южной Азии, включая Пакистан, Индию, Бангладеш, Таиланд, Шри-Ланку, Мьянму, Китай, Японию, Тайвань, Вьетнам и Индонезию. Выделяют четыре подвида.

## Описание

### Взрослые особи
Размах крыльев около 67 мм для самок и 47 для самцов. Окраска тела самца — яблочно-зелёная. Усики охристо-коричневые. Диск переднего крыла и внутренний край заднего крыла беловатые. Передние крылья со слабой бледной антемедиальной линией, изогнутой ниже костального края. На конце ячейки имеется темное пятнышко и бледная прямая косая постмедиальная линия, которая на заднем крыле переходит в медиальную. На обоих крыльях имеется ряд небольших темных пятен по краю. Самка желтовато-зелёная, с переходом в охристую окраску. Линии и пятна на обоих крыльях увеличены и черноваты. Пятно на конце ячейки переднего крыла большое, заметное и испещрено чёрными чешуйками, иногда с серым центром. Красновато-коричневое пятно, густо испещрённое чёрным, занимает всю медиальную внутреннюю область от срединного нерва до внутреннего края. Реснички крыльев черноватые.

### Личинки

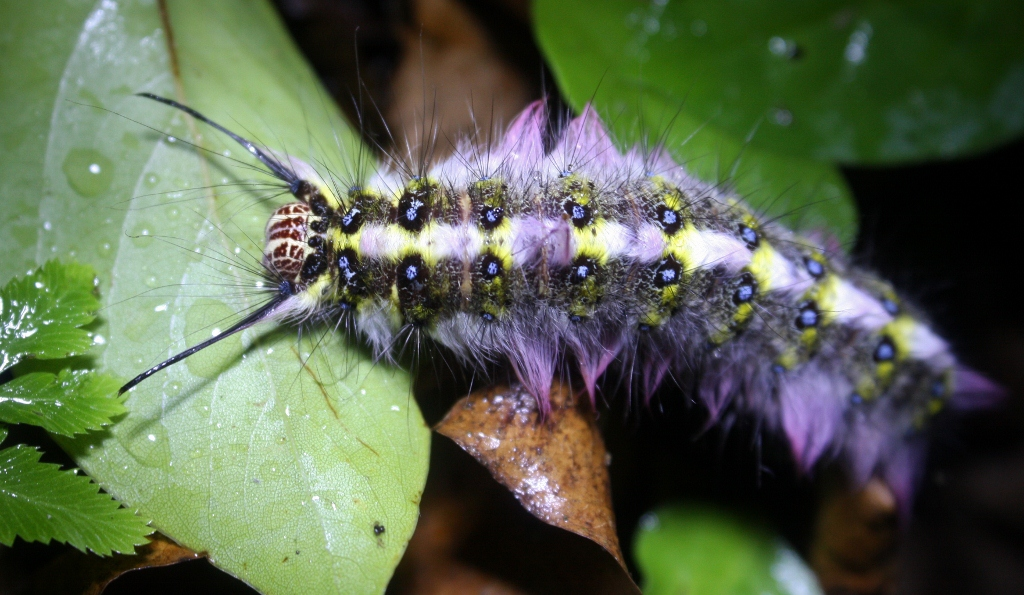
Пурпурный морф

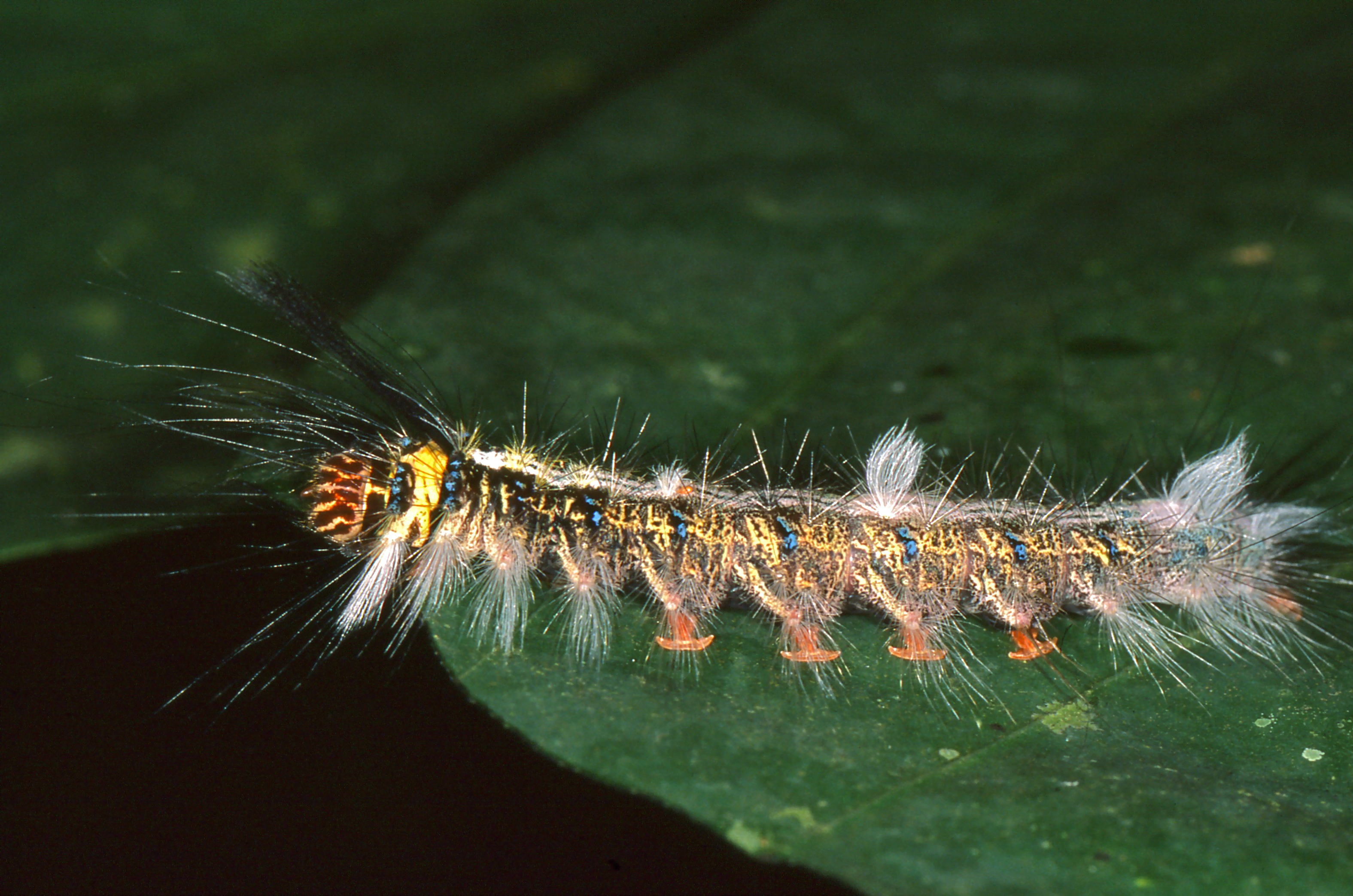
Коричневатый морф

У личинки жёлтая голова с красными пятнами, цвет тела коричневато-серый с длинными боковыми пучками на каждом сомите. Первый сомит чёрно-серый, остальные сомиты серые. На каждом сомите имеются парные дорсальные и боковые чёрные пятна, из которых растут длинные чёрные волоски. Пятна на грудных сомитах сливаются. Вместо обычных цветных гусениц можно встретить две морфы. Некоторые личинки черноватые с широкой белой полосой на спине, передние пучки красновато-коричневые. Другой морф — красноватая с синими боковыми пятнами. Однако кокон у всех морфов имеет охристый цвет, из него торчат короткие черные волоски, которые вызывают сильное раздражение.

## Экология
Гусеницы кормятся видами Populus, а также клещевиной, джамуном, гранатом, розой и сандаловым деревом. Браконидная оса Cotesia trabalae — известный паразитоид моли.

## Подвиды
- Trabala vishnou gigantina Yang, 1978 год.
- Trabala vishnou guttata (Matsumura, 1909)
- Trabala vishnou singhala Roepke, 1951 год.
- Trabala vishnou vishnou